# Френсіс Мак-Дорманд
При народженні Синтія Енн Сміт (англ. Cynthia Ann Smith), зараз Френсіс Мак-Дорманд (англ. Frances McDormand; нар. 23 червня 1957, Ґібсон-сіті) — американська акторка театру і кіно, продюсерка, акторка озвучення. Чотириразова лауреатка премії «Оскар», а також багаторазова володарка премій «Золотий глобус», БАФТА, «Еммі» та інших. Знялася в численних фільмах, серед яких понад 50 камео.
Серед найвідоміших робіт — роль у фільмі «Фарґо» (1996), за яку Мак-Дорманд удостоїлась «Оскара» як найкраща акторка та «Золотого глобуса» як найкраща акторка у комедії чи мюзиклі; головна роль у фільмі «Три білборди за межами Еббінга, Міссурі» (2018), за який Мак-Дорманд отримала «Золотий глобус» як найкраща драматична акторка, премію BAFTA та «Оскар» за найкращу жіночу роль; фільм «Земля кочівників» (2020), за який Мак-Дорманд здобула два «Оскари» і дві премії БАФТА (обидві нагороди і як акторка, і як продюсерка). Окрім того, вона успішно спродюсувала фільм «Кожна секретна річ» (2014), чотири епізоди мінісеріалу Олівія Кіттерідж (2014), де також виконала пісню. Лауреатка премії Супутник (найкраща акторка у мінісеріалі або телефільмі), Премії Гільдії кіноакторів США (за видатне виконання жіночої ролі у мінісеріалі або телефільмі), номінантка на Золотий глобус (найкраща жіноча роль у мінісеріалі або телефільмі).

## Життєпис
Синтія Енн Сміт народилася 23 червня 1957 року в Гібсон-Сіті (Іллінойс). У півтора року її удочерила пара з Канади — медсестра Норін і пастор церкви учнів Христа Вернон Мак-Дорманд, що змінили її ім'я на Френсіс Луїзу. Френсіс уважає, що її біологічною матір'ю могла бути одна з парафіянок батькової церкви. Сім'я мала ще двох прийомних дітей: Дороті (пізніше стала капеланкою) і Кеннета. Дитиною Френсіс поділяла релігійні погляди родини й щоліта відвідувала християнські дитячі табори, проте після від'їзду з дому її релігійність згасла.
Через роботу батька в галузі відновлення громад церкви сім'я часто переїжджала, встигши пожити в кількох невеликих містах в Іллінойсі, Джорджії, Кентуккі й Теннессі, поки не зупинилася в Монессені, Пенсільванія, де Френсіс ходила в місцеву школу. Через переїзди їй було важко завести друзів, до того ж в дитинстві вона носила окуляри й мала зайву вагу. Мак-Дорманд описує себе-підлітку як «повненького гіка» (англ. chubby geek).
Вперше з'явилася на сцені на запрошення вчительки англійської, яка звернула увагу на те, що Френсіс подобаються представлені у шкільній програмі уривки з Шекспіра, і запропонувала продовжити читання після уроків. Ця ж викладачка відповідала за постановку щорічних п'єс, куди й запрошувала Френсіс, яку, однак, такий акторський досвід розчарував, багато в чому через неможливість отримати хорошу роль: «Це були звичайні тупі п'єси для старшокласників. Такі, де є роль для найпопулярнішої дівчинки, для найпопулярнішого хлопчика, потім для друзів популярних дівчинки та хлопчика й лише потім для нердів».
У 1975 році Френсіс закінчила школу, а в 1979 році здобула ступінь бакалавра мистецтв у Бетані-коледж у Західній Вірджинії, після чого, за порадою викладача, вступила в драматичну школу Єльського університету, здобувши магістерський ступінь у 1982. Сусідкою Френсіс по кімнаті під час навчання була Голлі Гантер, що стала їй колегою й подругою. Разом вони переїхали в Нью-Йорк і знімали житло в Брукліні.
Френсіс одружена з відомим кінорежисером Джоелом Коеном з 1984 року. Вони усиновили хлопчика з Парагваю — Педро Мак-Дорманда Коена. Мак-Дорманд зіграла в багатьох фільмах братів Коенів, включно з незначною появою в «Перехрестя Міллера», «Виховуючи Аризону», головні ролі в «Просто кров» та «Людина, якої не було», її роль у «Фарго», а також «Прочитати і спалити».

## Фільмографія
Жирним виділені картини, де виконує головну роль.
Продюсерка
- 2014: Кожна секретна річ

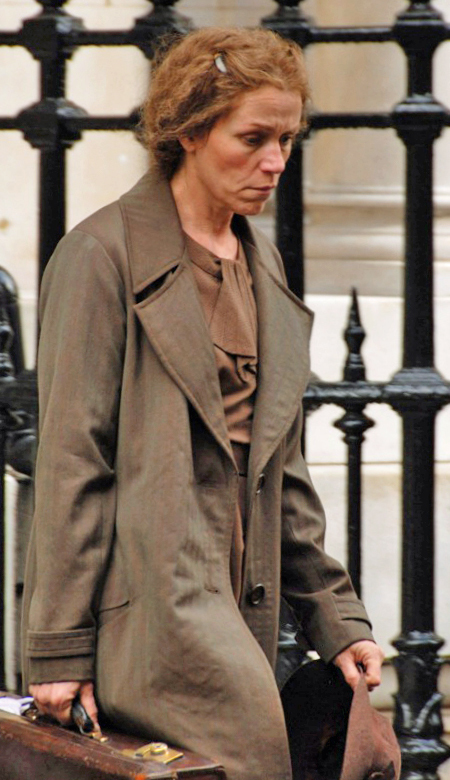
Мак-Дорманд на зйомках фільму «Міс Петтігрю» в травні 2007

- 2014: Олівія Кіттерідж (виконавча продюсерка чотирьох епізодів та головна роль)
- 2020: Земля кочівників (ухвалила рішення про екранізацію, також грає Ферн)
- 2021 (анонсовано): Women Talking

Акторська робота
- 1984: Просто кров / Еббі
- 1985: Хвиля злочинності / Nun
- 1985: Hill Street Blues (телесеріал, 6 епізодів) / Конні Чепмен
- 1985: Scandal Sheet (телефільм)
- 1985: Hunter (телесеріал, епізод: «The Garbage Man») / Nina Sloan
- 1986: Spenser: For Hire (телесеріал, епізод: «A Day's Wages») / Мері
- 1986: Зона сутінків / Amanda Strickland (сегмент «Need to Know»)
- 1986: Помста: Історія Тоні Сімо / Brigette
- 1987: Виховуючи Аризону / Dot
- 1987: Leg Work (телесеріал, 7 епізодів) / Willie Pipal
- 1988: Міссісіпі у вогні / Mrs. Pell
- 1989: Чаттахучі (Chattahoochee) / Mae Foley
- 1990: Перехрестя Міллера / сексретарка майора (в титрах не вказана)
- 1990: Людина темряви / Джулі Гастінгс
- 1990: Таємний план / Ingrid Jessner
- 1991: Дружина м'ясника / Грейс
- 1992: Passed Away / Nora Scanlan
- 1992: Crazy in Love (телефільм) / Clare
- 1993: Короткі історії / Бетті Везерс
- 1994: Bleeding Hearts / Жінка на ТБ
- 1995: Palookaville / June
- 1995: Відчайдушні ковбої / Eve Calloway
- 1995: Beyond Rangoon / Andy Bowman
- 1995: Great Performances (телесеріал, епізод Talking With)
- 1996: Первісний страх / Моллі
- 1996: Plain Pleasures (короткометражка)
- 1996: Фарґо / слідча Мардж Ґандерсон
- 1996: Зірка шерифа (Lone Star) / Bunny
- 1996: Hidden in America (телефільм) / Gus
- 1997: Дорога в Рай[en] / Dr. Verstak
- 1998: Madeline / Miss Clavel
- 1998: Talk of Angels / Conlon
- 1998: Johnny Skidmarks / Еліс
- 1998: Big Bird Gets Lost (короткометражка) / Френсіс (камео)
- 2000: Вундеркінди[en]/ Sara Gaskell
- 2000: Майже знамениті / Elaine Miller
- 2001: Upheaval (короткометражка) / Енн
- 2001: Людина, якої не було / Doris Crane
- 2002: Лавровий каньйон / Джейн
- 2002: Остання справа Ламарки[en] / Мішель
- 2003: Кохання за правилами... і без / Зої
- 2004: Last Night (короткометражка) / Marit Such
- 2005: Еон Флакс / Handler
- 2005: Precinct Hollywood (ТБ)
- 2005: Північна країна / Глорія
- 2006: Друзі з грошима / Джейн
- 2008: Міс Петтігрю живе одним днем / Міс Петтігрю
- 2008: Прочитати і спалити / Лінда Ліцке
- 2011: Трансформери: Темний бік Місяця / Mearing
- 2011: Де б ти не був[en] / Джейн, дружина Шайєна, пожежниця
- 2012: Королівство повного місяця / Місіс Бішоп
- 2012: Promised Land / Sue Thomason
- 2014: Олівія Кіттерідж (мінісеріал) / Олівія Кіттерідж
- 2016: Аве, Цезар! / C.C. Calhoun
- 2017: Три білборди за межами Еббінга, Міссурі / Мілдред Гейз
- 2020: Земля кочівників / Ферн (також ухвалила рішення про екранізацію та спродюсувала фільм)
- 2021: «Французький вісник» від «Ліберті, Канзас Івнінґ Сан»
- 2021: The French Dispatch / Lucinda Krementz
- 2021 Макбет / Леді Макбет
- 2022: Говорять жінки (також продюсерка)

Акторка озвучення
- 1991: Бартон Фінк / Stage Actress (в титрах не вказана)
- 1992: Sôsei kishi Gaiâsu (озвучення англ.)
- 2000: Edwurd Fudwupper Fibbed Big (короткометражка) / Доросла Фанні
- 2001: Американський досвід (American Experience, документальний телесеріал; епізод Scottsboro: An American Tragedy) / Вікторія Прайс
- 2001—2002: State of Grace (телесеріал) / Доросла Анна Рейберн
- 2006: Сімпсони (епізод: «Girls Just Want to Have Sums») / Melanie Upfoot
- 2012: Мадагаскар 3 / Captain Chantal Dubois
- 2015: Добрий динозавр / Momma
- 2018: Острів собак / Interpreter Nelson
- 2019: Добрі передвісники (мінітелесеріал) / Оповідачка / Бог

Виконавиця саундтреків до фільмів
- 2014: Олівія Кіттерідж (епізод Incoming Tide, трек «Tell Me Why» — в титрах не вказана)
- 2012: Promised Land (трек «I Saw the Light»)
- 2012: Мадагаскар 3 (трек «Non, je ne Regrette rien»)

## Нагороди та номінації
| Нагорода                   | Рік  | Категорія                                       | Робота                                  | Результат |
| -------------------------- | ---- | ----------------------------------------------- | --------------------------------------- | --------- |
| Оскар                      | 1989 | Найкраща жіноча роль другого плану              | Міссісіпі у вогні                       | Номінація |
| Оскар                      | 1997 | Найкраща жіноча роль                            | Фарґо                                   | Перемога  |
| Оскар                      | 2001 | Найкраща жіноча роль другого плану              | Майже знамениті                         | Номінація |
| Оскар                      | 2006 | Найкраща жіноча роль другого плану              | Північна країна                         | Номінація |
| Оскар                      | 2018 | Найкраща жіноча роль                            | Три білборди за межами Еббінга, Міссурі | Перемога  |
| Оскар                      | 2021 | Найкраща жіноча роль                            | Земля кочівників                        | Перемога  |
| Оскар                      | 2021 | Найкращий фільм                                 | Земля кочівників                        | Перемога  |
| Оскар                      | 2023 | Найкращий фільм                                 | Говорять жінки                          | Номінація |
| BAFTA Film Awards          | 1997 | Найкраща жіноча роль                            | Фарґо                                   | Номінація |
| BAFTA Film Awards          | 2001 | Найкраща жіноча роль другого плану              | Майже знамениті                         | Номінація |
| BAFTA Film Awards          | 2006 | Найкраща жіноча роль другого плану              | Північна країна                         | Номінація |
| BAFTA Film Awards          | 2018 | Найкраща жіноча роль                            | Три білборди за межами Еббінга, Міссурі | Перемога  |
| BAFTA Film Awards          | 2021 | Найкраща жіноча роль                            | Земля кочівників                        | Перемога  |
| Золотий глобус             | 1997 | Найкраща жіноча роль — комедія або мюзикл       | Фарґо                                   | Номінація |
| Золотий глобус             | 2001 | Найкраща жіноча роль другого плану              | Майже знамениті                         | Номінація |
| Золотий глобус             | 2006 | Найкраща жіноча роль другого плану              | Північна країна                         | Номінація |
| Золотий глобус             | 2009 | Найкраща жіноча роль — комедія або мюзикл       | Прочитати і спалити                     | Номінація |
| Золотий глобус             | 2015 | Найкраща жіноча роль мінісеріалу або телефільму | Олівія Кіттерідж                        | Номінація |
| Золотий глобус             | 2018 | Найкраща жіноча роль — драма                    | Три білборди за межами Еббінга, Міссурі | Перемога  |
| Золотий глобус             | 2021 | Найкраща жіноча роль — драма                    | Земля кочівників                        | Номінація |
| AACTA International Awards | 2018 | Найкраща акторка                                | Три білборди за межами Еббінга, Міссурі | Номінація |
| AACTA International Awards | 2021 | Найкраща акторка                                | Земля кочівників                        | Номінація |